# Jardín Escénico de El Altillo
El jardín escénico de El Altillo es un parque de 61 702 metros cuadrados situado en Jerez de la Frontera (Andalucía, España).

## Historia
El actual jardín está localizado en una de las últimas fincas suburbanas fundadas a finales del siglo XIX, comprada por Don Manuel María González y Ángel, propietario y fundador de la actual bodega González Byass.
El parque recibe su nombre de la finca que el Ayuntamiento de Jerez expropió a las herederas del matrimonio entre Cristóbal de la Quintana y Margarita González Gordon. En los jardines aún pervive la mansión victoriana, donde se prevé abrir un restaurante atendido exclusivamente por discapacitados.
Se ha levantado un monolito construido como homenaje póstumo a la memoria de las hermanas de la Quintana.

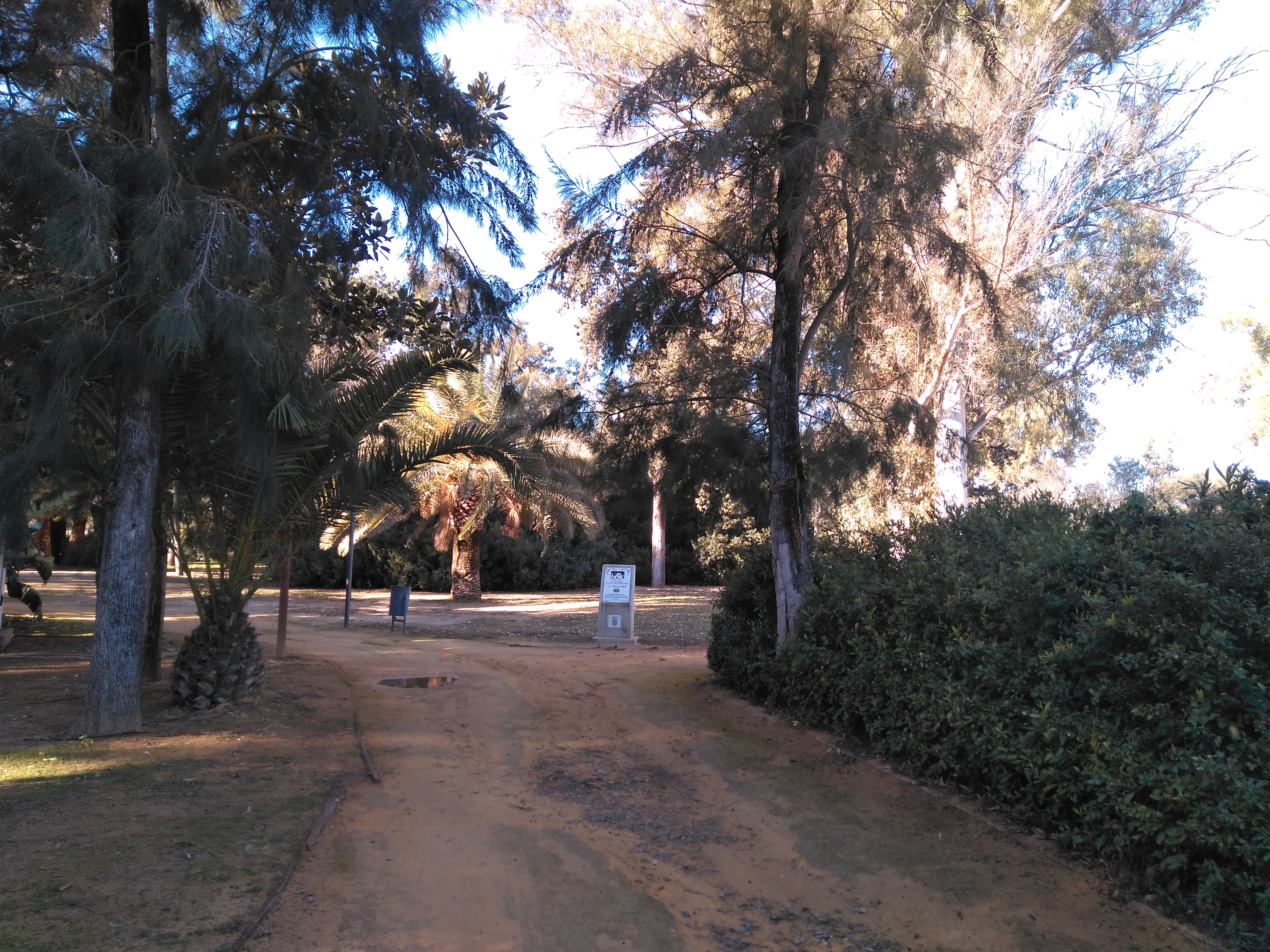
Monumento a las niñas de El Altillo

Tras el fallecimiento de las últimas de las propietarias, se está a la espera de decidir el futuro del resto de edificios (casa, capilla, etc). Se baraja desde un museo a un centro para discapacitados. Finalmente se abrió un restaurante en que trabajan únicamente personas con síndrome de down y que fue nombrado segundo restaurante más romántico de España y premio Andalucía Turismo. Además, se ha recuperado al culto la capilla.
La superficie actual del parque es mucho menor de la que originalmente tenía, pues tras la expropiación se vendió para la construcción de viviendas
En 2018, ante el abandono del jardín por el elevado coste de su mantenimiento, se prepara un plan de remodelación a fondo.

## Especies

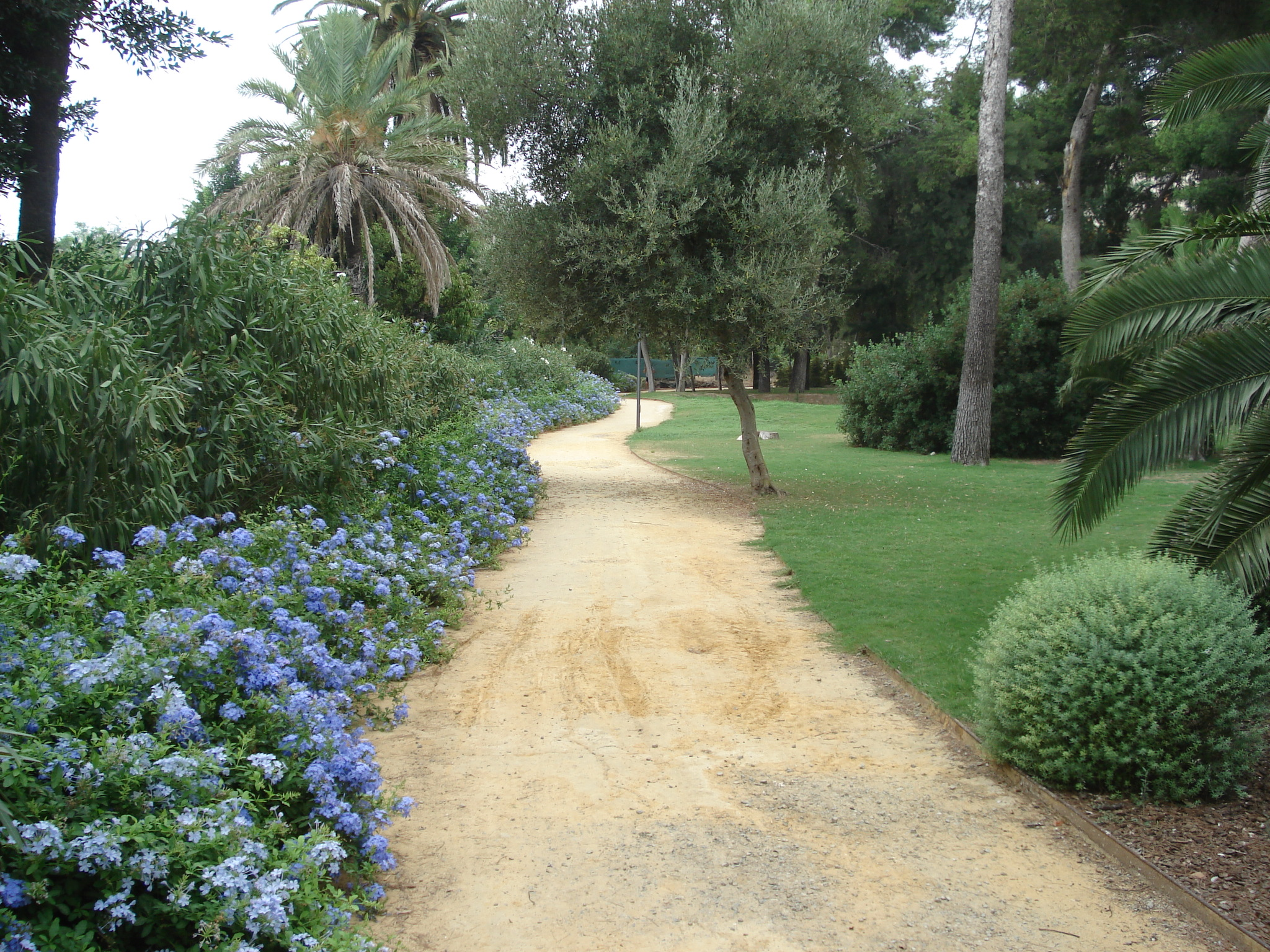
Paseo

Manuel María González Ángel, el fundador de las bodegas González Byass, levantó hasta trescientos árboles en un solo año, y el terreno se pobló de acacias, algarrobos, álamos, cedros, cipreses, moreras, laureles y barnices del Japón entre otras muchas especies.

## Monumento
El único monumento en el jardín es una maqueta del circuito de velocidad de Jerez instalada en el contexto del plan Director de Jerez, Capital Mundial del Motociclismo que, lamentablemente, se encuentra en mal estado a los pocos de meses de su instalación